# Космос-936
Космос-936 («Бион-4») — советский беспилотный космический корабль запущенный с космодрома «Плесецк» 3 августа 1977 года. Один из аппаратов серии «Бион».

## Запуск
Запуск «Космос-936» был осуществлён ракетой-носителем «Союз-У» с площадки 43/3 космодрома «Плесецк» 3 августа 1977 г в 14:01 по Гринвичу. Аппарат был выведен на низкую околоземную орбиту с перигеем 224 км и апогеем 419 км с наклоном орбиты 62,80° и периодом обращения 90,7 минут.
22 августа 1977 г после 19,5 суток пребывания на орбите возвращаемый модуль корабля совершил посадку в Казахстане близ Кустаная.

## Особенности аппарата
Космический аппарат был построен на базе разведывательного спутника «Зенит», запуски по программе «Бион» начались в 1973 году, основной темой исследований стала проблематика воздействия радиации на живые организмы и человека, в частности. Предыдущие запуски в программе состояли из аппаратов: «Космос-110», «605», «670», «782», а также модулей «Наука», запущенных на разведывательных спутниках «Зенит-2М». Во внешнем модуле «Наука» размещалось 90 кг исследовательского оборудования.

## Задачи
Исследования, подготовленные при участии ученых из Восточной Германии, Франции, Чехословакии, Венгрии, Польши, Румынии, Соединённых Штатов и Советского Союза в основном были продолжением программы экспериментов, начатых с запуском «Космос-782».
Был проведён эксперимент с искусственной гравитацией. На борту аппарата находилось две центрифуги, обеспечивающие поддержание гравитации. В центрифуги поместили часть испытуемых образцов, в том числе крыс, с помощью которых была предпринята попытка выделить различие между эффектами, вызванными самим космическим полетом, и эффектами, вызванными стрессом. Были также изучены воздействия на мышцы и кости, на выживаемость эритроцитов, а также на липидный и углеводный обмен, был проведен эксперимент над крысами по воздействию космической радиации на сетчатку глаза. Группа крыс насчитывала тридцать особей вида Rattus norvegicus со средним весом 215 г при запуске и в 62-дневном возрасте. Двадцать крыс находились в условиях микрогравитации, а остальные десять подвергались воздействия искусственной гравитации в центрифуге. Исследования в области генетики проводились при помощи плодовых мушек (Drosophila melanogaster).